# Santuario di Nostra Signora di Loreto (Loano)
Il santuario di Nostra Signora di Loreto o santuario della Madonna della Neve è un luogo di culto cattolico situato nel comune di Loano, nei pressi del porto cittadino, in provincia di Savona.

## Storia e descrizione

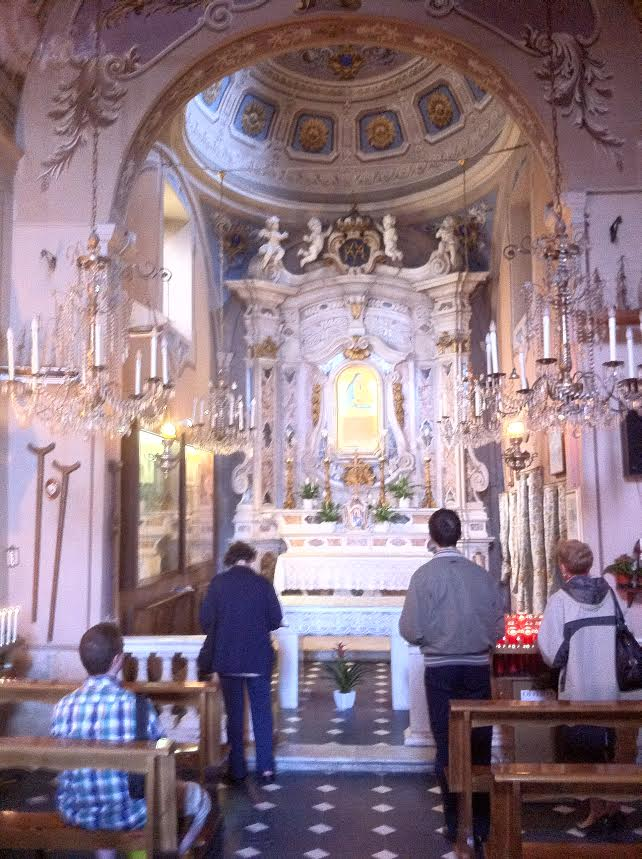
Il presbiterio

L'origine dell'edificio è da collegarsi all'abbazia di San Pietro in Varatella, fondata dai monaci benedettini forse fin dall'VIII secolo. La chiesa fu infatti realizzata come ricovero per i viandanti che giungevano a Loano via terra e soprattutto via mare.
Posta fuori dalle mura cittadine, si presenta oggi con struttura quattrocentesca a navata unica, presbiterio quadrato e ampio pronao a protezione dell'ingresso in facciata. L'edificio è stato rimaneggiato nel corso del Seicento e del Settecento, epoche a cui risalgono l'aggiunta di una piccola cupola e le decorazioni interne.
Sopra l'altare maggiore in marmo, si trova un dipinto della Vergine che siede sulla Santa Casa databile al XV secolo. All'interno della chiesa sono conservati molti ex voto donati dai fedeli nel corso dei secoli.